# Compsolechia mesodelta
Compsolechia mesodelta là một loài bướm đêm thuộc họ Gelechiidae. Nó được mô tả bởi Meyrick vào năm 1922. Và được tìm thấy ở Brazil (Amazon).
Sải cánh là 10–11 mm. Những lời nói đầu có màu xám với một màu xanh nhạt mờ, đôi khi có màu trắng rắc. Có một đốm đen hình tam giác ở giữa của trang phục đến một nửa trên cánh và một đường mờ nhạt có phần hơi bất thường từ bốn phần năm của chi phí đến vòi rồng, khu vực đầu cuối và cuối cùng bên ngoài màu đen bị ngộp thở này, trong rắc trắng ví dụ một dòng thiết bị đầu cuối của màu trắng đục. Những chướng ngại vật tối tăm.